# Kas van Weelden
Kas van Weelden (Wageningen, 4 mei 1989) is een Nederlandse turner, die gespecialiseerd is in het onderdeel  "Vloer"

## Sportcarrière
Hij begon zijn sportcarrière met "minitrampolinespringen", daar haalde hij veel prijzen binnen. Zijn eerste prijs haalde hij bij het "NK minitrampoline springen jongens individueel" met een eerste plaats, later volgde er meer successen met "minitrampoline springen". In 2006 begon zijn turncarrière, met de onderdelen  "Vloer" en "Sprong". Hij haalde al meteen prijzen binnen bij het "NK c-lijn turnen". Hij werd 2 keer eerste op de onderdelen  "Vloer" en "Sprong". 
Door zijn successen is hij bevorderd naar de eredivisie junioren waar hij weer medailles won.
In 2008 kwam hij in de eredivisie senioren. Hij werd 2e op het onderdeel  "Vloer" op het Nederlands kampioenschap in 2008. In 2009 was hij eerste geworden op het onderdeel  "Vloer" tijdens het Nederlands Kampioenschap Turnen Heren in de Ahoy Door dit grote succes is hij toegevoegd aan de oranje selectie.